# رشید اصلانی
رشید اصلانی (۱۳۱۰ – ۲۹ مرداد ۱۳۸۱) بازیگر سینما و تلویزیون اهل ایران بود.

## زندگی‌نامه
اصلانی در سال ۱۳۱۰ خورشیدی در تهران زاده شد. وی در هفده سالگی به تئاتر دهقان رفت و اغلب در نمایش‌های کمدی بازی کرد و سپس فعالیتش را در تئاترهای دیگری از جمله فردوسی و جامعهٔ باربد ادامه داد.
او در زمینهٔ آکروبات نیز فعال بود و گفته می‌شود هشت سال در چین، ژاپن و سنگاپور در این زمینه کار کرد. مدتی نیز به ورزش زیبایی اندام پرداخت و مطبوعات ورزشی آن روز به دلیل ویژگی‌های جسمانی اش به او لقب «آقا کوچولوی جهان» را دادند.
نخستین فیلمش خواب‌های طلایی (معزالدین فکری، ۱۳۳۰) بود. او همچنین در فیلم‌های تبلیغاتی زیادی بازی کرد، اما فعالیتش در تلویزیون بسیار محدود بود و سریال سمندون باعث شد مدتی نامش بر سر زبان‌ها بیفتد. اصلانی در فیلم‌های سوته‌دلان، کمال‌الملک و دلشدگان (علی حاتمی)، ناصرالدین شاه آکتور سینما و هنرپیشه (محسن مخملباف) و هامون (داریوش مهرجویی) ظاهر شد و آخرین نقش سینمایی اش در عشق طاهر (محمدعلی نجفی، ۱۳۷۸) بود.
اصلانی به دلیل سکتهٔ مغزی در ۲۹ مرداد ۱۳۸۱ در سن ۷۱ سالگی در شهر سرعین درگذشت.

## فیلم‌شناسی

### مجموعه تلویزیونی
1. فراموش‌خانه (۱۳۷۰)
2. سمندون (۱۳۷۴)

### سینمایی
1. عشق طاهر (۱۳۷۸)
2. طالع سعد (۱۳۷۴)
3. ماه پیشونی (۱۳۷۴)
4. من زمین را دوست دارم (۱۳۷۲)
5. حسنک (۱۳۷۰)
6. دلشدگان (۱۳۷۰)
7. دیگه چه خبر!؟ (۱۳۷۰)
8. سیرک بزرگ (۱۳۷۰)
9. شقایق (۱۳۷۰)
10. دو فیلم با یک بلیت (۱۳۶۹)
11. رنو تهران - ۲۹ (۱۳۶۹)
12. رانده شده (۱۳۶۸)
13. هامون (۱۳۶۸)
14. سوته‌دلان (۱۳۵۶)
15. آخرین هوس (۱۳۳۹)
16. یکی بود یکی نبود (۱۳۳۸)